# Шелашников, Александр Николаевич
Алекса́ндр Никола́евич Шелашников (1870—1919) — самарский губернский предводитель дворянства в 1916—1917 годах, член Государственного совета по выборам.

## Биография
Из потомственных дворян Самарской губернии. Землевладелец той же губернии (родовые 7804 десятины и приобретенные 709 десятин). Сын помещика Николая Петровича Шелашникова (1813—1895) и жены его Веры Фёдоровны Стрельниковой. Племянник губернского предводителя дворянства С. П. Шелашникова.
По окончании Лицея цесаревича Николая в 1889 году, поступил на юридический факультет Московского университета, однако курса не окончил: в 1894 году не выдержал экзамены и с 18 сентября 1895 года начал службу канцеляристом в Московском Дворянском депутатском собрании.
В 1896 году поселился в своем имении Исаклы в Бугурусланском уезде, где посвятил себя сельскому хозяйству и общественной деятельности; в это время ему принадлежало 11 854 десятины земли. Одно трёхлетие состоял депутатом дворянства Бугурусланского уезда (1896—1899). В 1896 году был избран также почётным мировым судьёй и был им бессменно вплоть до 1918 года. В 1902 году был избран бугульминским уездным предводителем дворянства и оставался в этой должности до 1917 года. Кроме того, состоял почётным попечителем Бугульминского реального училища, почётным членом совета Самарского епархиального училища, председателем Бугульминского сельскохозяйственного общества, уполномоченным РОКК по Самарской губернии, а также почётным членом епархиального братства святителя Алексия (1916).
В 1911 году основал в Исаклах пожарный отряд, был его шефом. В 1913 году был пожалован в звание камер-юнкера.
В январе 1916 года был избран самарским губернским предводителем дворянства, а также пожалован в камергеры, а 6 декабря — произведён в действительные статские советники. 12 января 1917 года избран на должность губернского предводителя дворянства на следующее трёхлетие, а 8 февраля 1917 года был избран членом Государственного совета от Самарского губернского земства на место А. Н. Наумова.
После Октябрьской революции был арестован большевиками. Освободившись, выехал в Сибирь, где участвовал в Белом движении. 9 февраля 1918 года в Омске избран был председателем Временного главного управления РОКК, а 24 декабря 1918 года назначен сенатором 1-го департамента Правительствующего сената, восстановленного Омским правительством. Умер 21 июня 1919 года от воспаления слепой кишки. Был похоронен на Казачьем кладбище Омска.
А. Н. Шелашников имел много наград: 5 орденов, в том числе св. Станислава 2-й степени (1904) и св. Анны 2-й степени (1907), а также 7 медалей и 5 знаков отличия.
С 1895 года был женат на княжне Александре Дионисьевне Оболенской, дочери князя Д. М. Оболенского. Имеются сведения о трёх его детях:
- Вера: «1902 года месяца октября 22 дня рождена, 29 — крещена»
- Николай (род. 31 марта 1905 года)
- Мария (род. 23 декабря 1909 года)